# Umm al-Amad
Umm Al Amad ( en árabe: ام العمد‎), o Umm el 'Amed o al Auamid o el-Awamid, es un sitio arqueológico del período helenístico cerca de la ciudad de Naqoura en el Líbano. Fue descubierto por los europeos en la década de 1770, y fue excavado en 1861. Es uno de los yacimientos arqueológicos más excavados de las tierras centrales de Fenicia.

## Descripción
El sitio de Umm Al Amad mide más de seis hectáreas. Numerosos artefactos del sitio se conservan en el Museo Nacional de Beirut y en el Louvre. El sitio contiene dos templos, el Templo de Milk'ashtart y el Templo Oriental con la Capilla del Trono, que se estima que fueron construidos entre 287 y 222 a. C. Se han encontrado 23 estelas que representan a personas erguidas en un "gesto de adoración", todas datando de 100 a 400 a. C.

## Historia

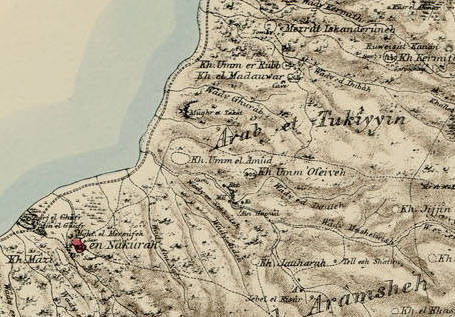
Umm al-Amad en un mapa de 1880

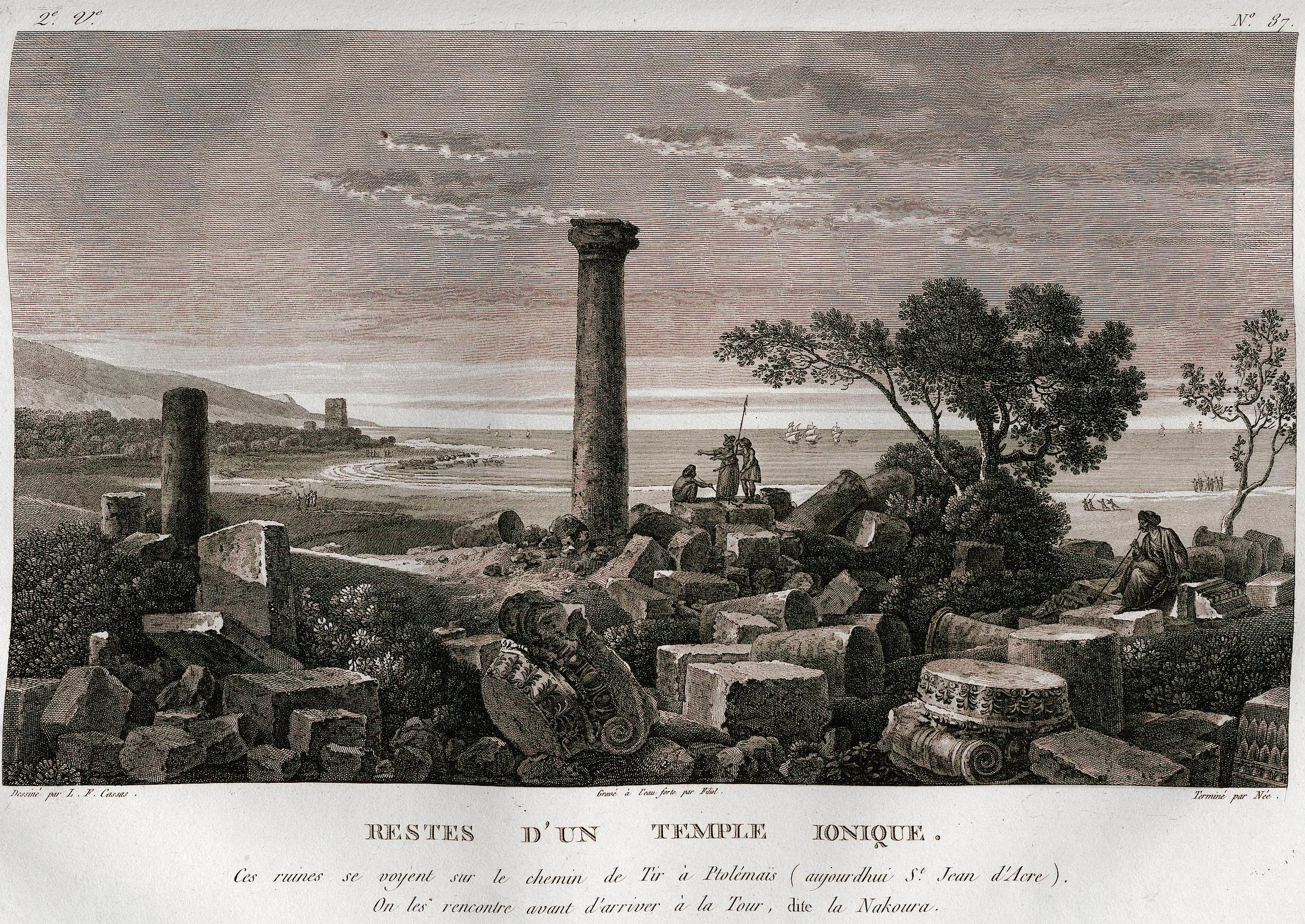
Ruinas en la década de 1780, por Louis-François Cassas.

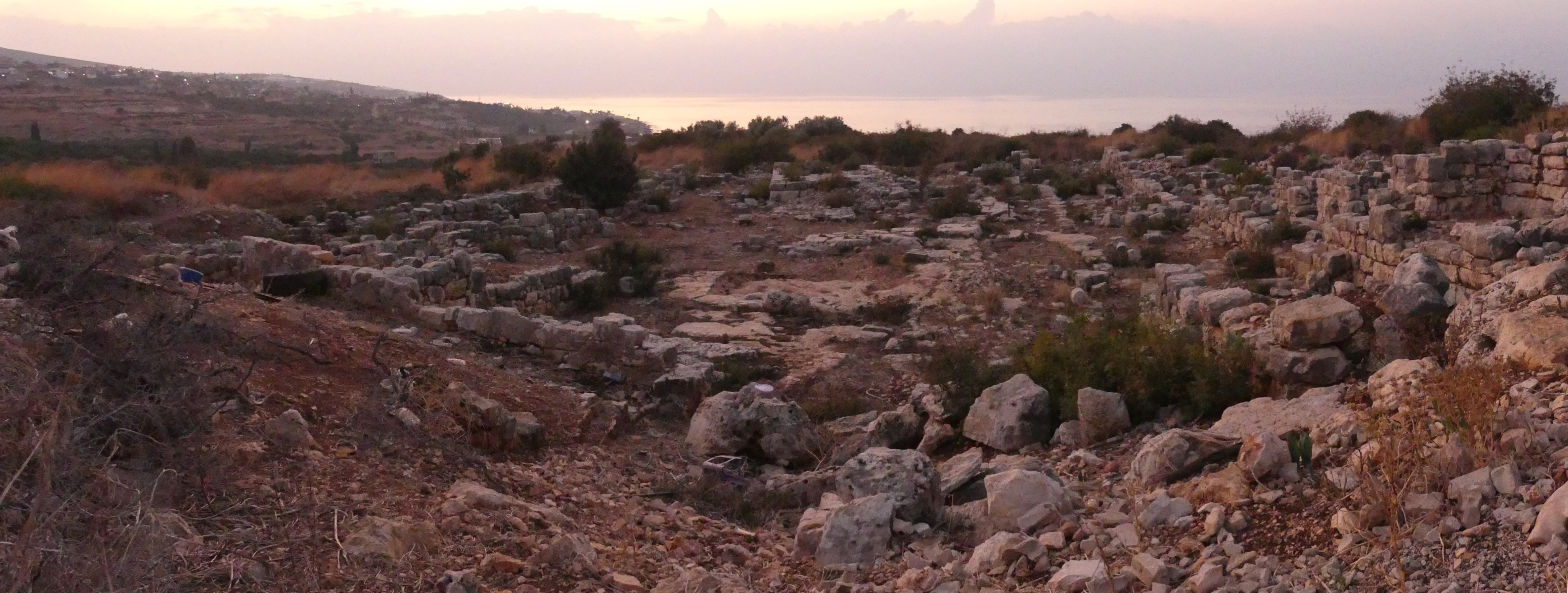
Ruinas del templo oriental (2019)

Al parecer, Umm Al Amad se construyó en el período persa o helenístico, aunque algunos eruditos han argumentado un periodo anterior. No se han descubierto edificaciones de la época romana, pero sí hay pruebas de la reocupación bizantina. El nombre original del sitio es incierto, pero puede haber sido Hammon (Josué 19:28) o Alexandrouskene.
Umm Al Amad fue representado por primera vez en la época moderna en la década de 1780 por Louis-François Cassas. Melchior de Vogüé exploró el sitio en 1853. El sitio fue excavado por primera vez en 1861 por Ernest Renan en su Mission de Phénicie. Se detuvo cuando descubrió que los restos no eran más antiguos que la edad helenística.
En 1881, el Survey of Palestine del Fondo para la Exploración de Palestina describió el sitio como "ruinas extensas" y señaló la existencia de "rastros de acueductos".
Eustache de Lorey excavó el sitio en 1921, pero publicó solo fotografías de su trabajo. Maurice Dunand dirigió las excavaciones en el sitio entre 1943 y 1945.

Ali Badawi, arqueólogo jefe durante mucho tiempo para el sur del Líbano de la Dirección General de Antigüedades del Ministerio de Cultura, dijo:
Se encuentran los restos de la ciudad conocida como Oum Al-Amed, que datan del siglo II a.C., si no antes. La ciudad fue un centro religioso para un culto fenicio, especialmente el del dios fenicio Baal Hamon, cuyo recuerdo perdura en un valle cercano conocido como Wadi Hamol (el Valle de Hamol). El sitio todavía contiene los restos de dos templos importantes, así como otros edificios, que datan de los siglos II y III a. C., y representa lo último de la cultura fenicia bajo el dominio de los griegos. En el lugar se descubrieron varias estelas con inscripciones fenicias y un importante reloj de sol.

## Galería

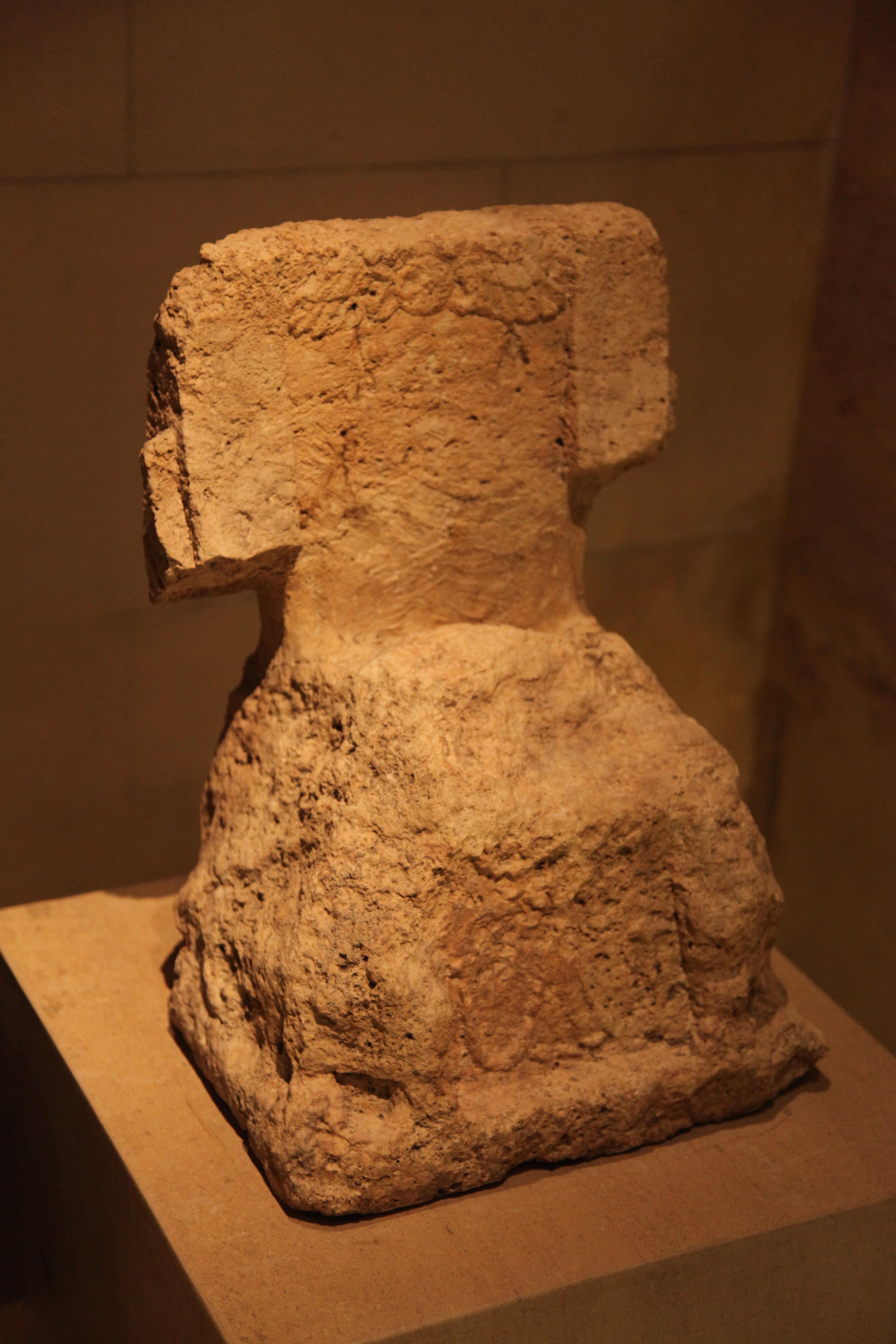
Trono de Astarté en el Louvre
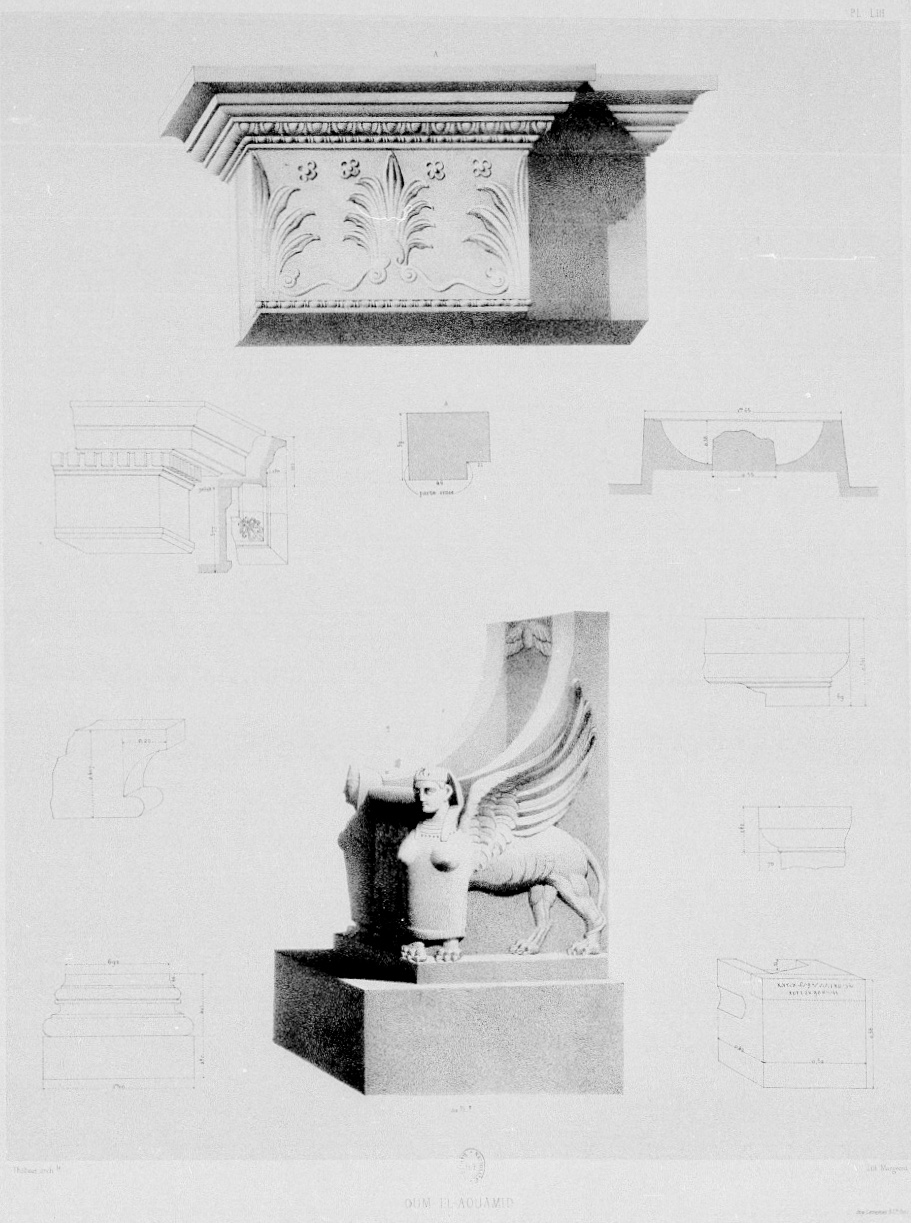
Reconstrucción del Trono de Astarté
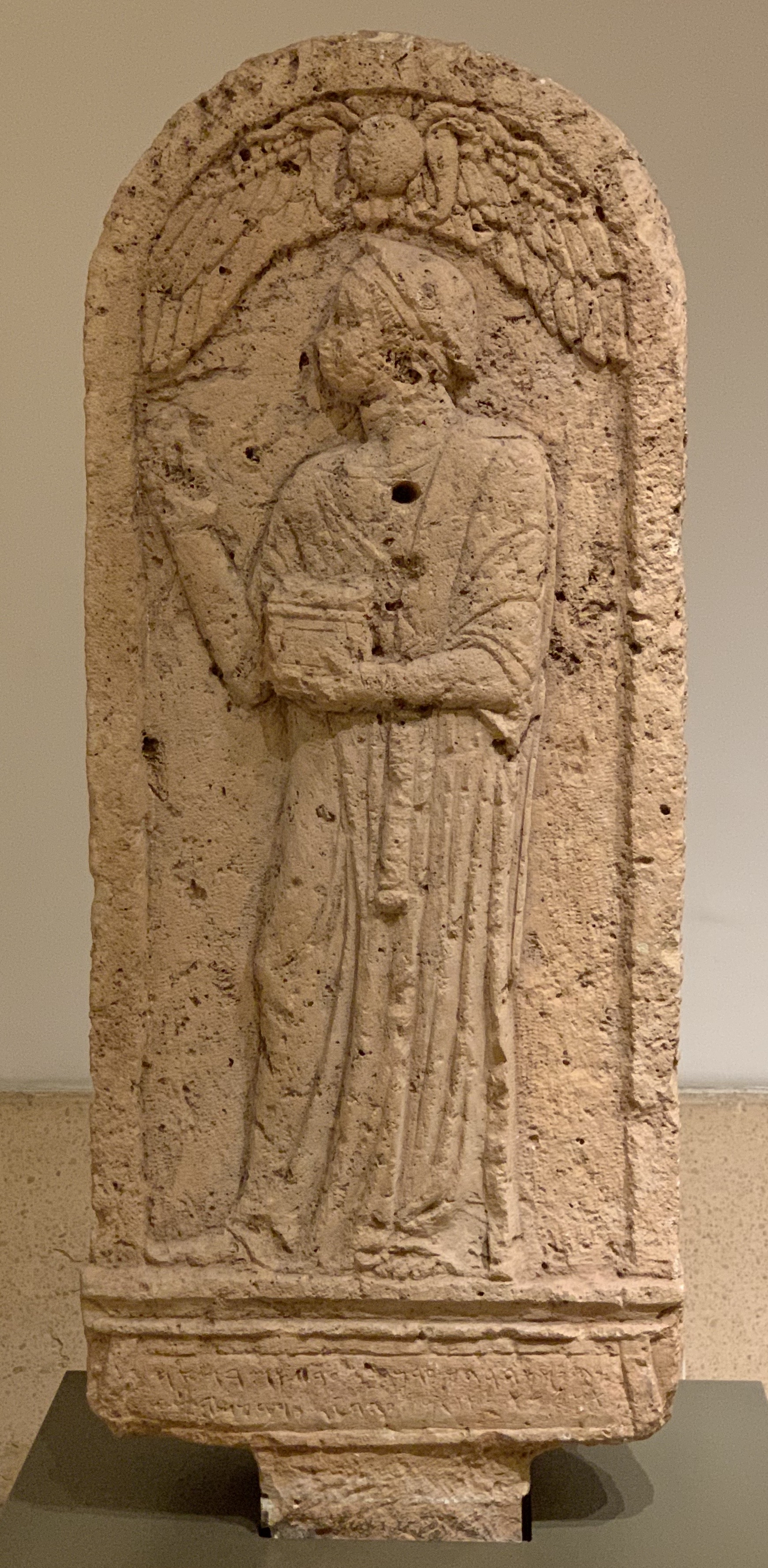
Estela funeraria con inscripción fenicia en el Museo Nacional de Beirut : "A Baalshamar, hijo de 'Abdosir ... jefe de los porteadores"
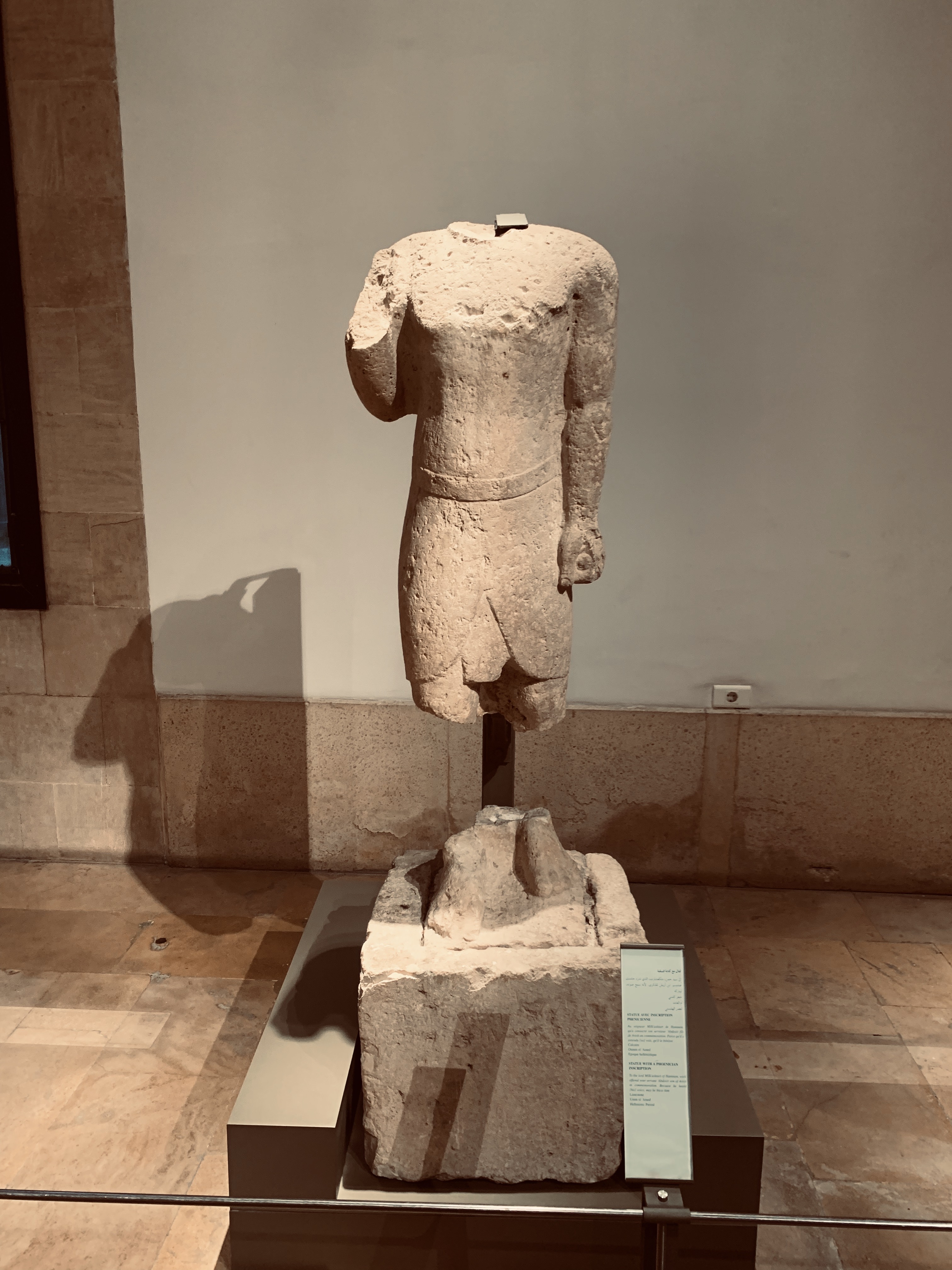
Una estatua con una inscripción fenicia en el Museo Nacional de Beirut
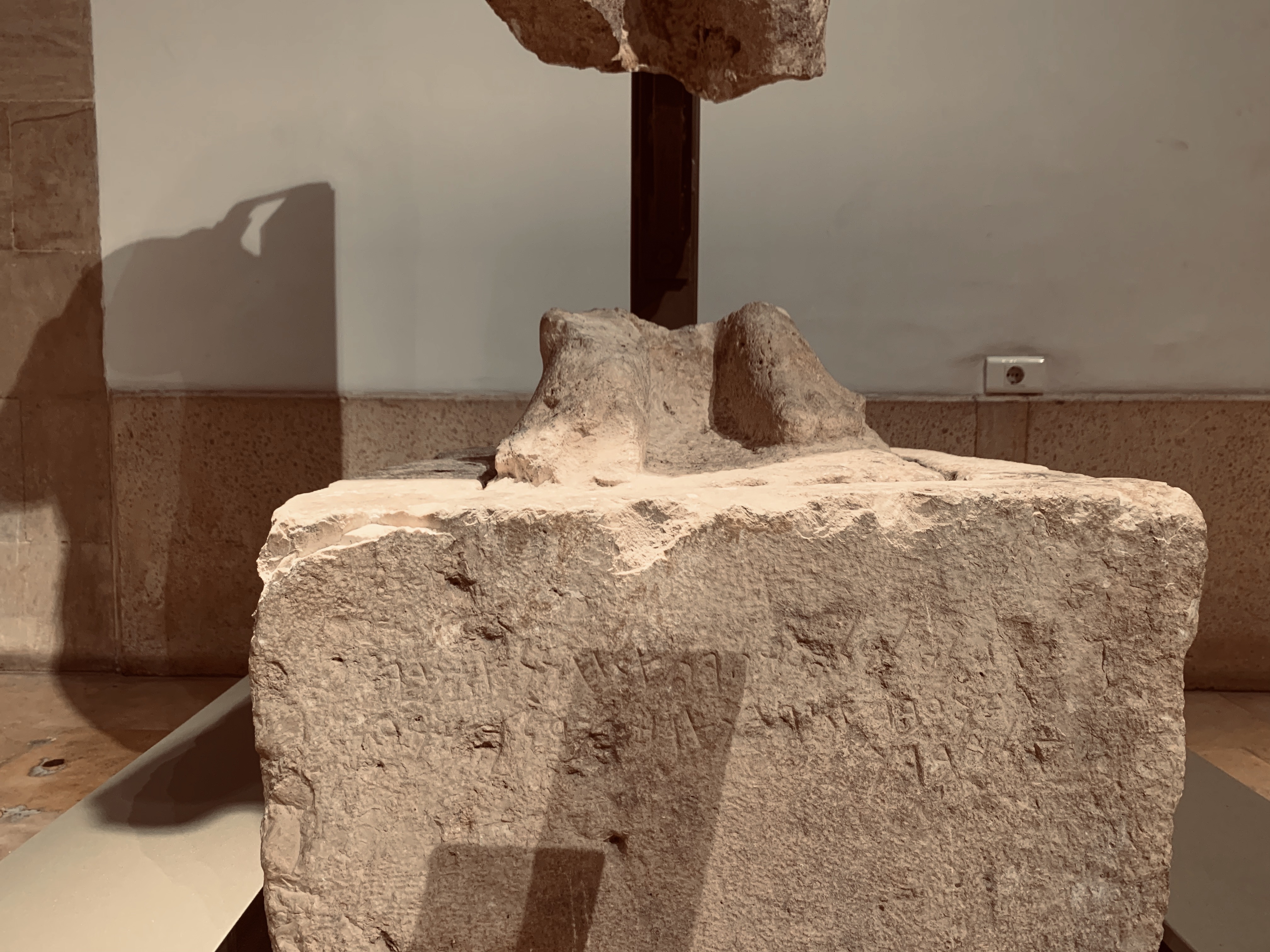
Un primer plano de la inscripción.
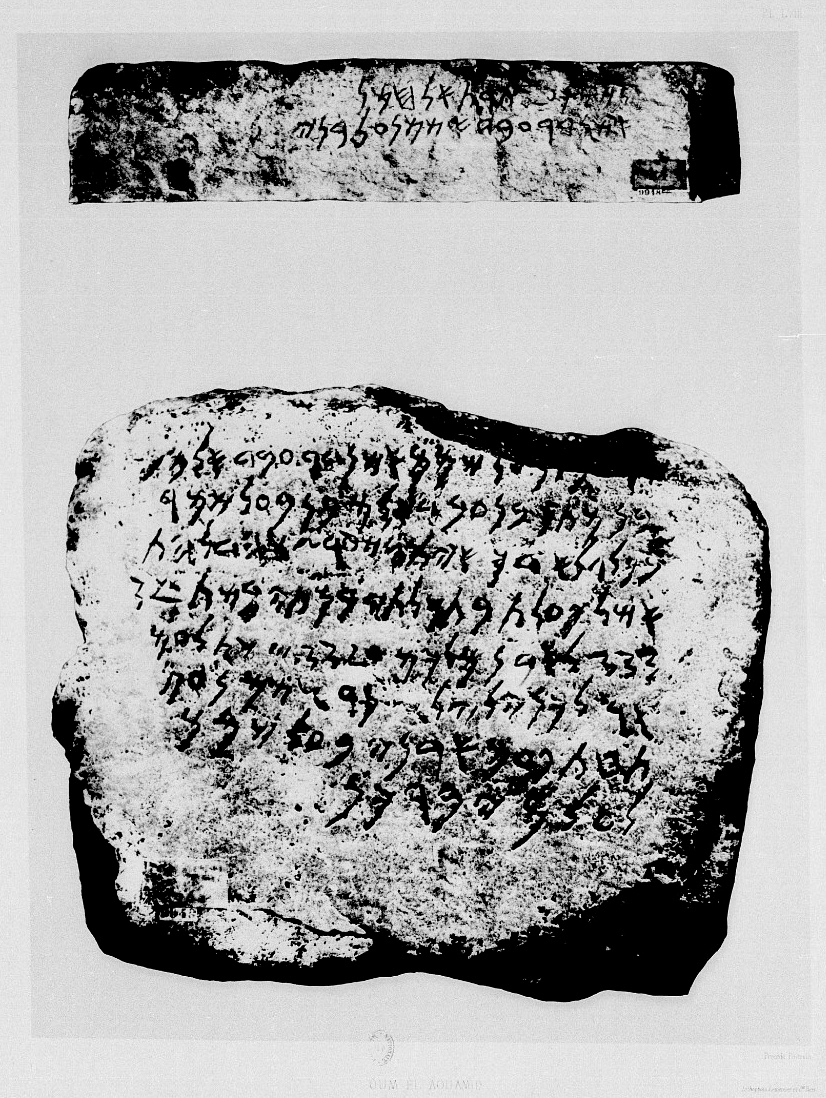
Inscripción KAI 18
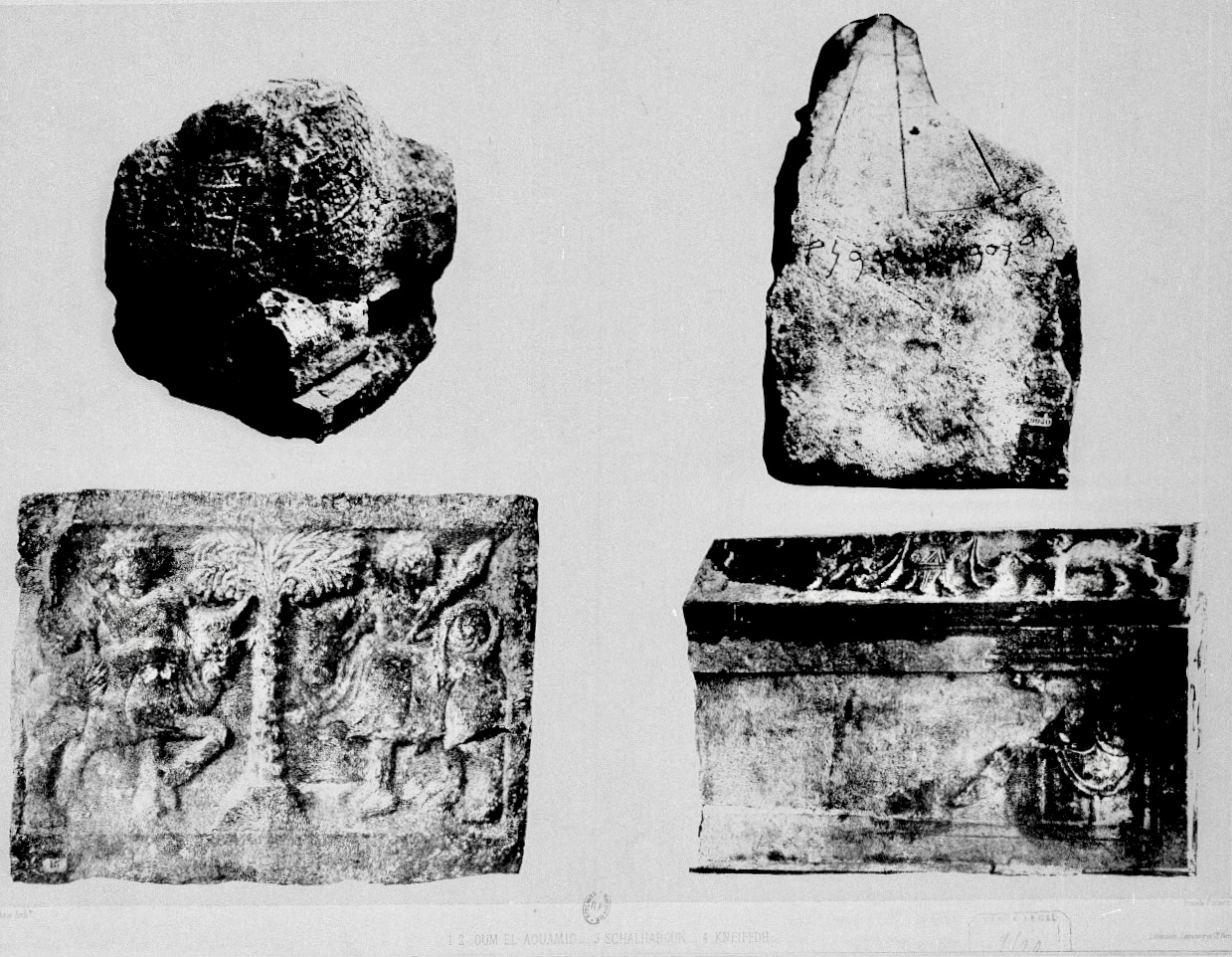
Varios artefactos descubiertos por Ernest Renan
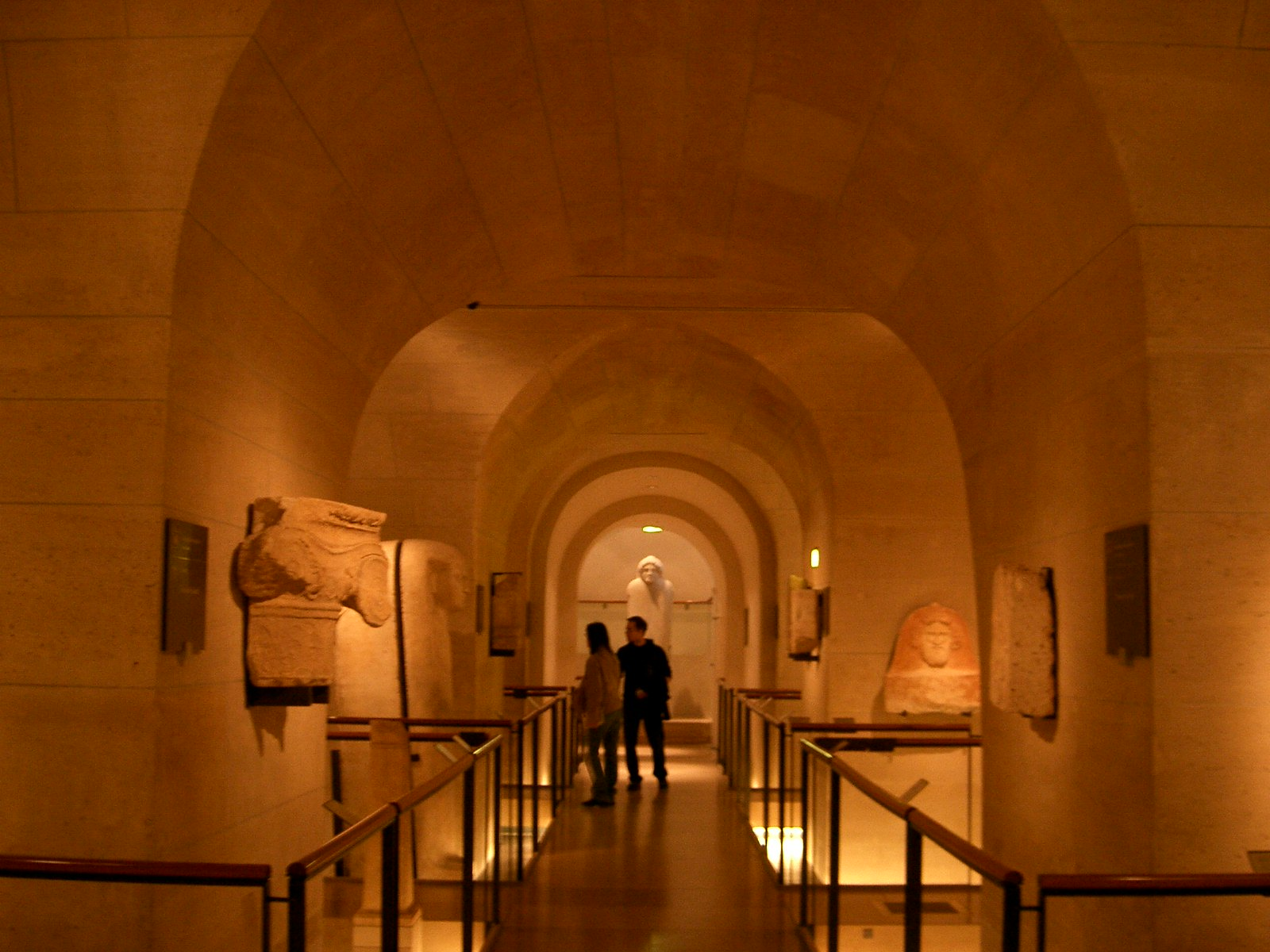
El Louvre; la capital jónica de la izquierda es de Umm al-Amad
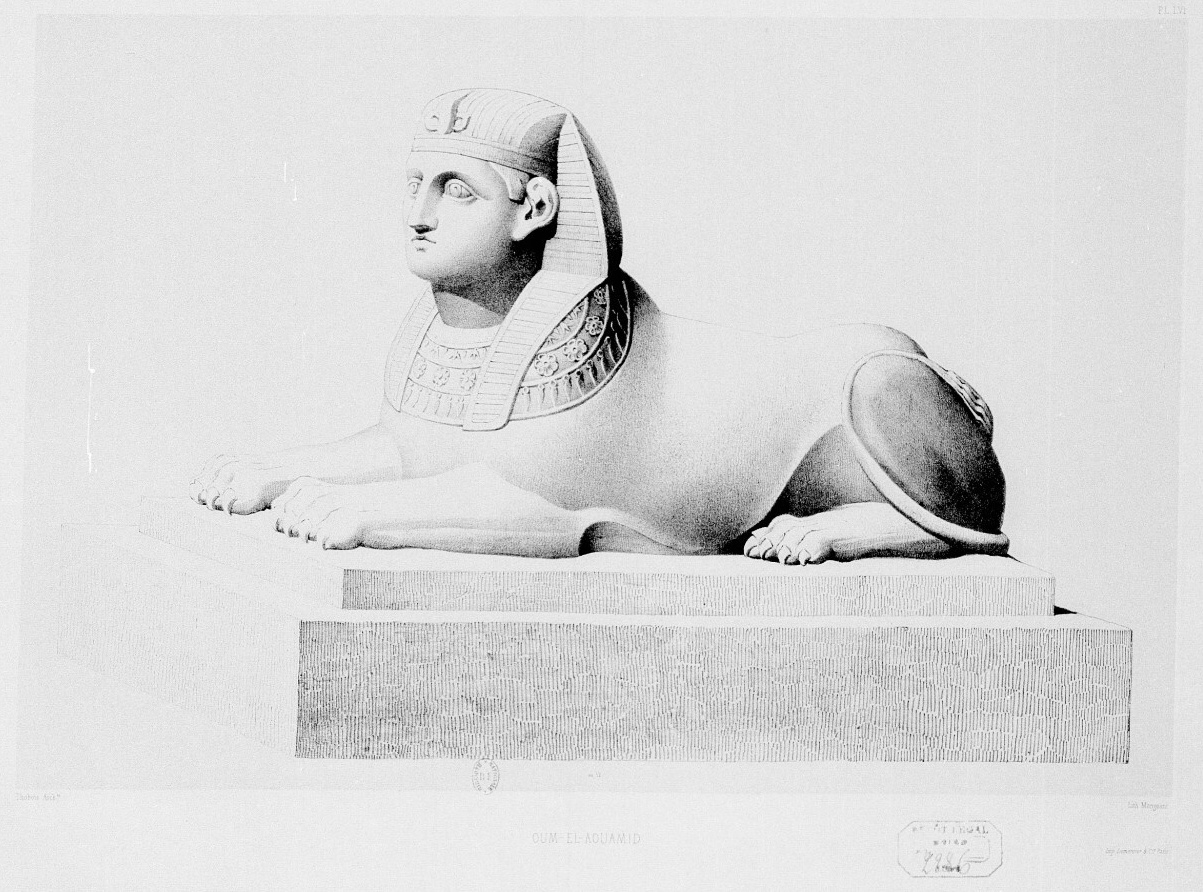
Reconstrucción de una esfinge encontrada en Umm al-Amad
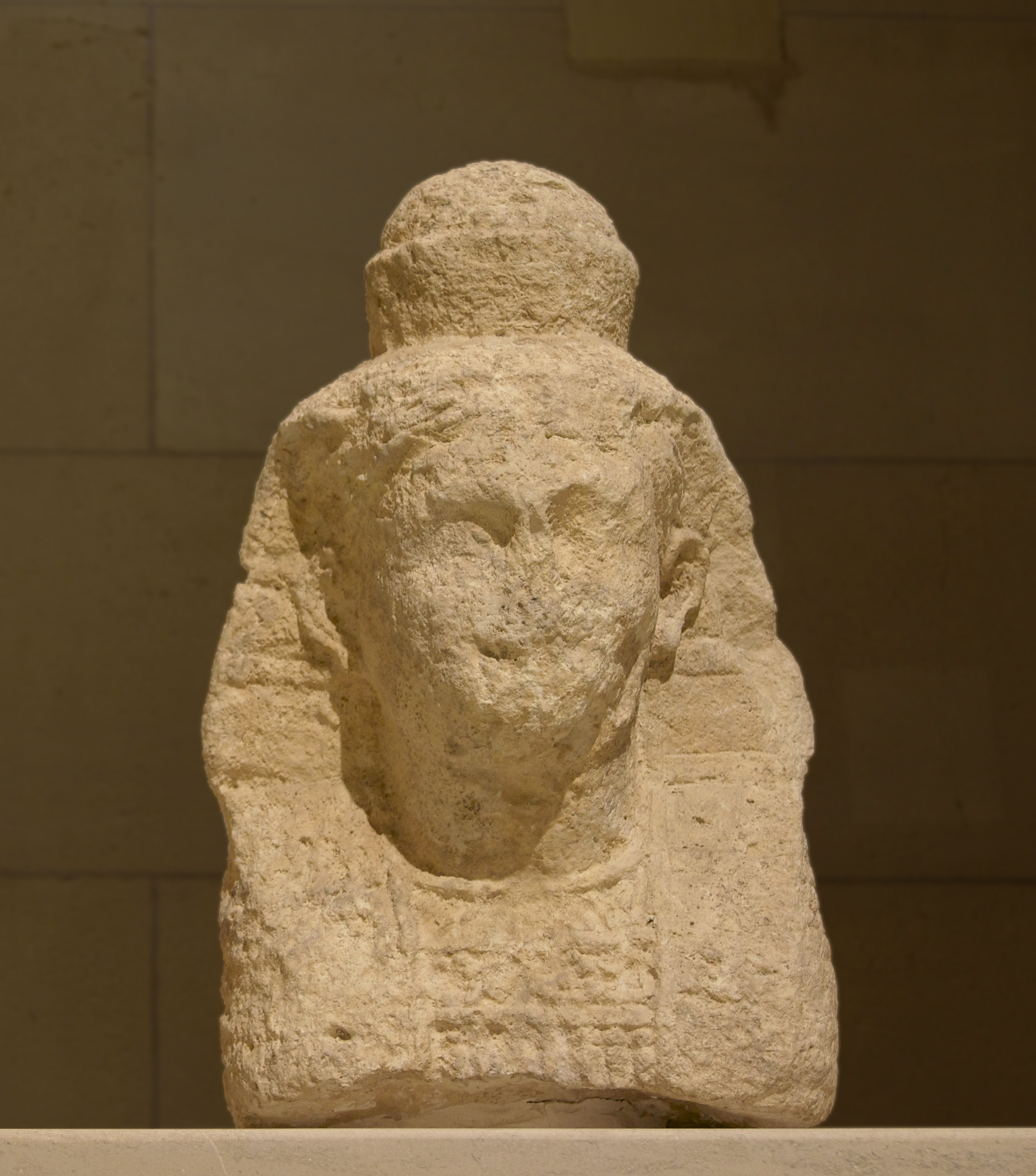
Cabeza de esfinge de un trono de Astarté
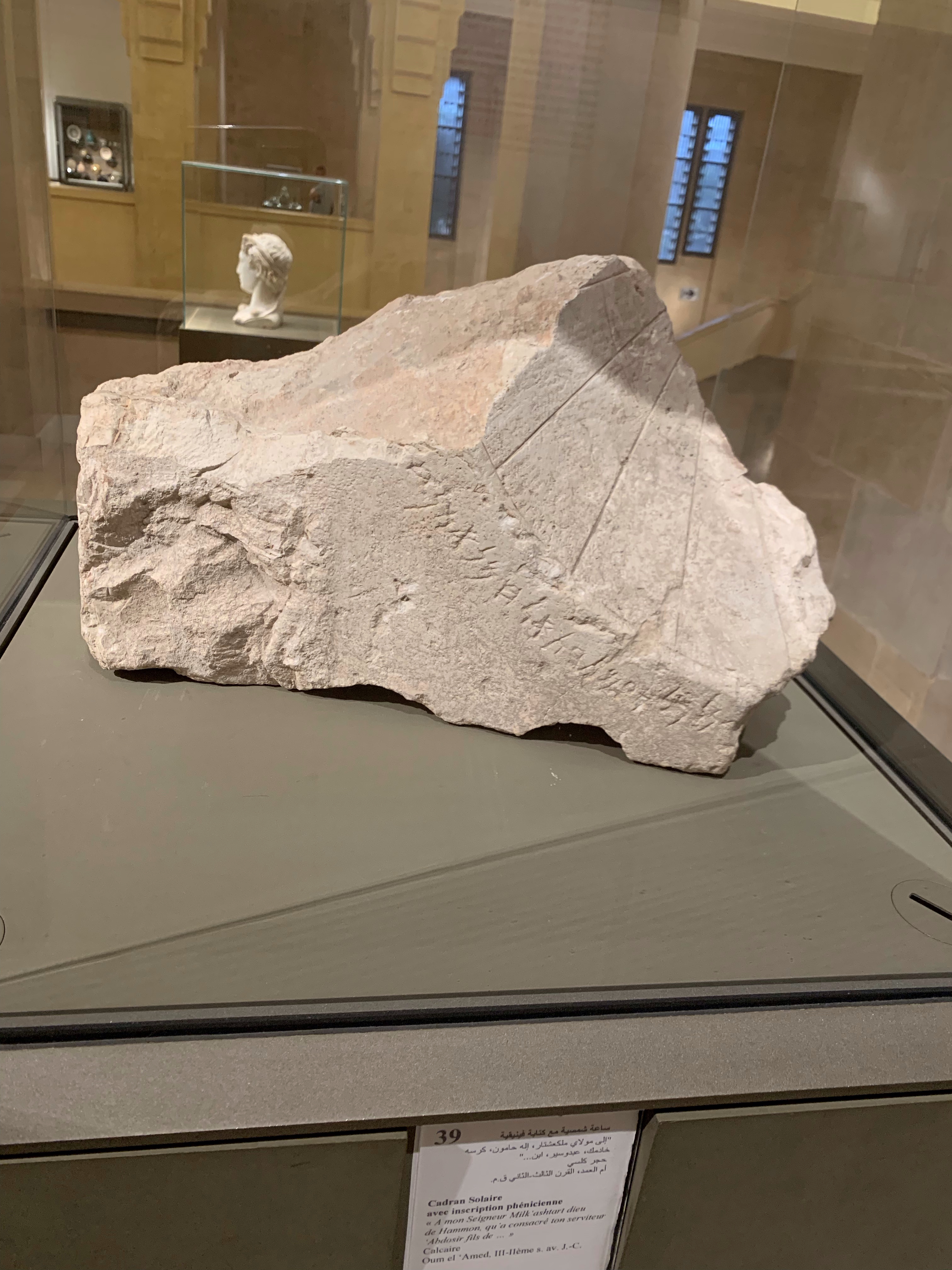
Piedra de esfera solar
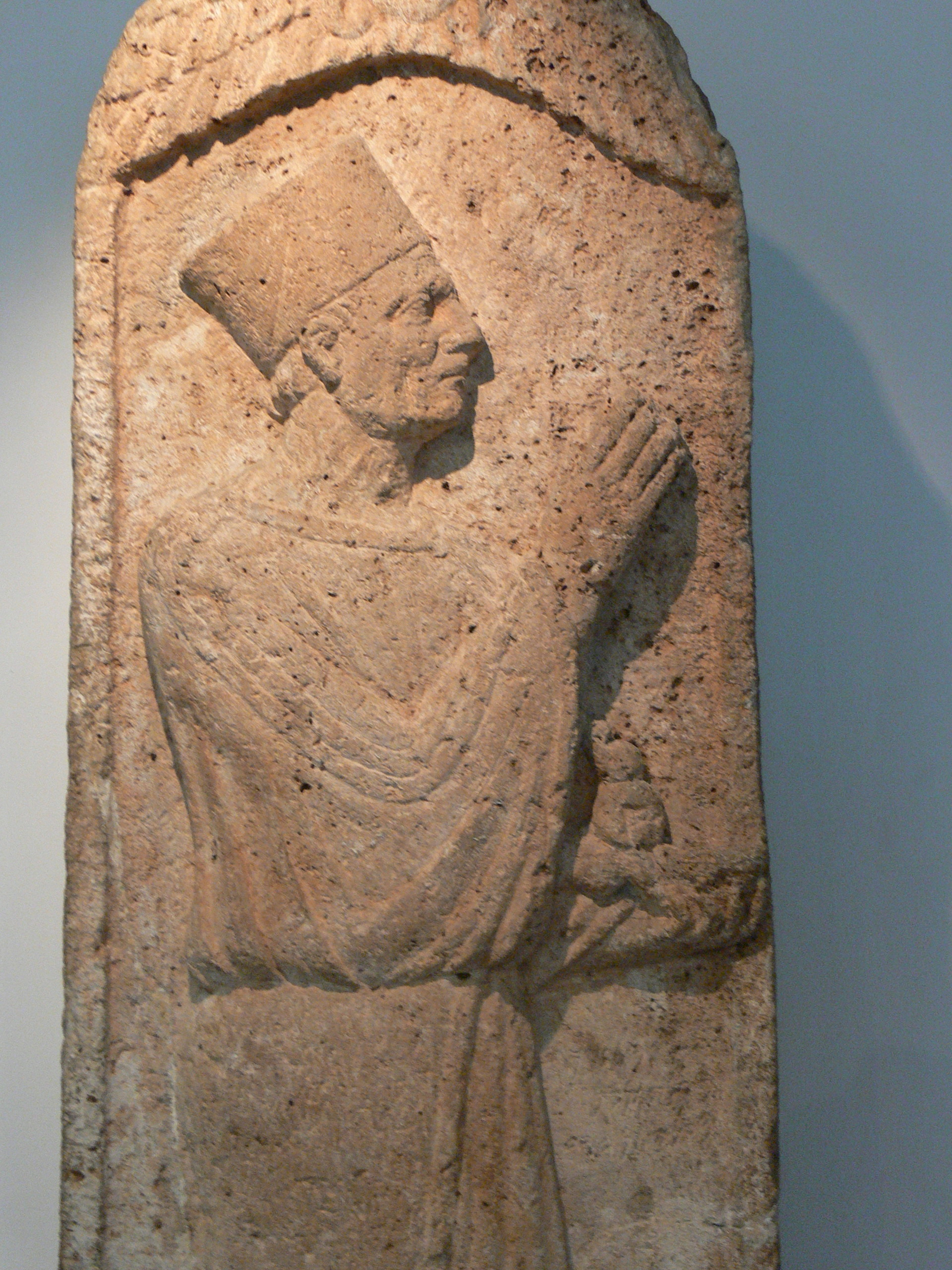
Estela funeraria de Baalyaton del Ny Carlsberg Glyptotek.